# Цветль-Нидерэстеррайх
Цветль-Нидерэстеррайх (нем. Zwettl-Niederösterreich), также Цветль-Штадт (нем. Zwettl) — город в Австрии, в федеральной земле Нижняя Австрия.
Входит в состав округа Цветль. Площадь города составляет 256,32 км², население — 10 723 человека (1 января 2021), плотность населения — 42 чел./км². Официальный код — 3 25 30. Рядом с городом находится древнее цистерцианское аббатство Цветль.

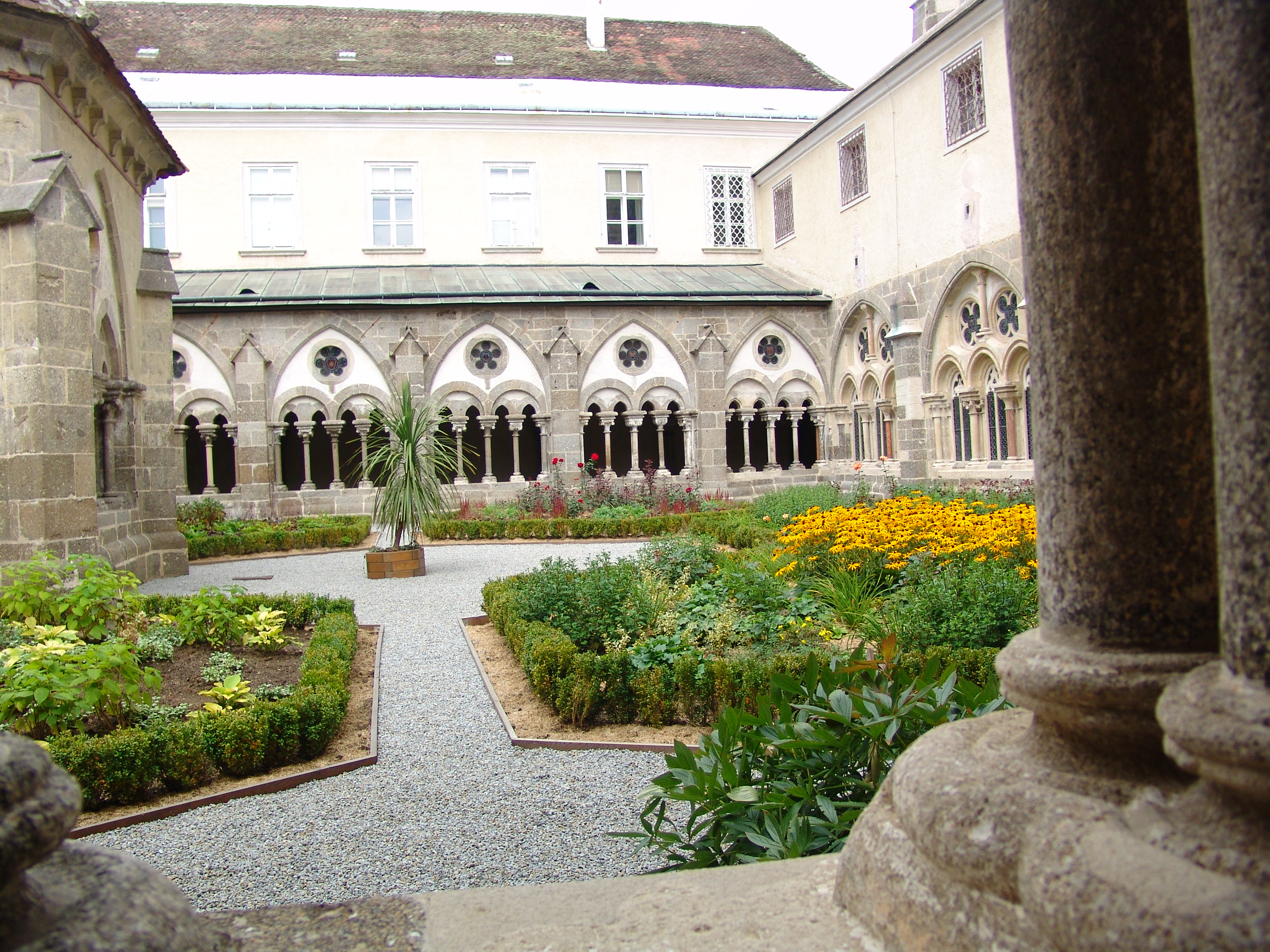
Цветль

## Население
| Год  | Численность |
| ---- | ----------- |
| 1869 | 12643       |
| 1889 | 13121       |
| 1890 | 12961       |
| 1900 | 13617       |
| 1910 | 13585       |
| 1923 | 12946       |
| 1934 | 12746       |
| 1939 | 12806       |
| 1951 | 11862       |
| 1961 | 11374       |
| 1971 | 11677       |
| 1981 | 11479       |
| 1991 | 11427       |
| 2001 | 11630       |
| 2011 | 11247       |
| 2021 | 10723       |

## Политическая ситуация
Бургомистр общины — Херберт Принц (АНП) по результатам выборов 2010 года.
Совет представителей общины (нем. Gemeinderat) состоит из 37 мест.
- АНП занимает 28 мест.
- СДПА занимает 4 места.
- Зелёные занимают 3 места.
- АПС занимает 2 места.